# Tarpan
Tarpan (Equus ferus), evropský divoký kůň, obýval stepi a lesy východní Evropy. Byl loven pro maso a vybíjen kvůli ochraně úrody a domácích koní. Poslední tarpan uhynul 1887 v zoologické zahradě v Moskvě, poslední volně žijící tarpan zemřel na Ukrajině roku 1879 na následky zranění v důsledku uštvání místními obyvateli.
Tarpani byli (spolu s koněm Převalského, Equus robustus a Equus gracilis) tradičně považováni za předky dnešních domácích koní (Equus caballus). Později bylo prokázáno, že domácí koně mají společný původ z koní označovaných jako linie DOM2 a tarpani začali být považováni spíše za zdivočelé koně domácí. Novější výzkumy ukazují, že šlo o samostatný druh vzniklý křížením koní linie DOM2 s vymřelými západo- a středoevropskými liniemi koní.

## Popis
- Výška: 130–135 cm
- Znaky: krátká stojatá hříva
- Zbarvení: šedé nebo plavé, úhoří pruh, zebrování

Tento kůň měl oproti dlouholebým kertagům se zavalitým a poměrně hrubým utvářením těla ušlechtilejší hlavu, rovnou nebo mírně prohnutou v profilu a zřetelně kratší v obličejové části. Byl lehčí a měl štíhlejší končetiny. Jeho typická barva byla světlý nebo tmavý plavák a měl vrozené znaky: úhoří pruh, oslí kříž a zebrované nohy. Tento kůň byl rozšířen v jihoruských náhorních stepnatých planinách kolem Černého a Kaspického moře a na východ do Asie až k Aralskému jezeru.

### Tarpan stepní
Obýval stepi jihovýchodní Evropy a Kaspické oblasti.
Měli rovný profil hlavy.

### Tarpan lesní

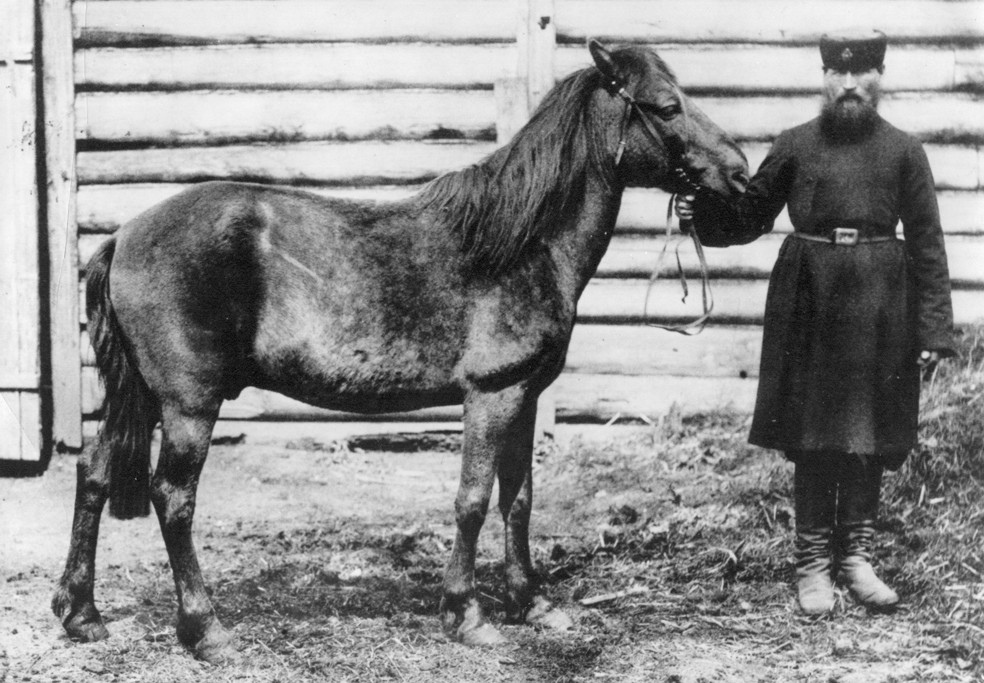
Na fotografii kříženec tarpana s domácím koněm. Moskevská zoo, 29. května 1884.

Žil ve střední a západní Evropě. Byl huben zemědělci. Nejdéle vydržel v Litvě a Polsku. Žil do 1. poloviny 19. stol.

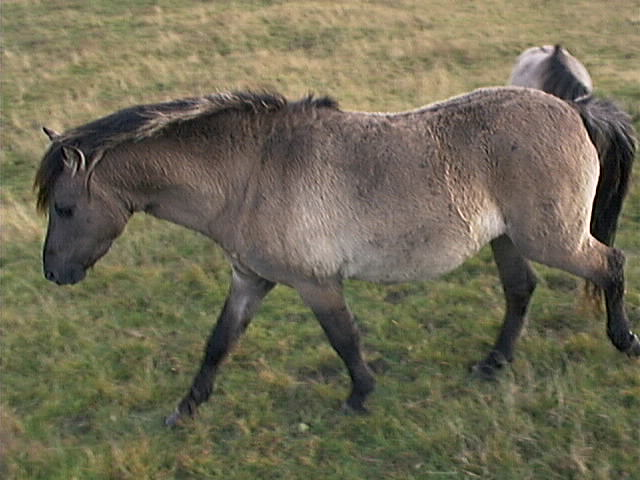
Novodobý tarpan

Protože v Polsku se poslední tarpani křížili s domácími koňmi, primitivní polské plemeno, konik, má mnoho znaků původního tarpana. Proto proběhlo zpětným křížením několik pokusů o regeneraci původního tarpana. Skutečně se podařilo získat zvířata, která se původním tarpanům velmi podobají, nemají ale stojací hřívu. Dnes jsou postupně vypouštěni zpět do volné přírody, převážně v Bělověžském národním parku.
Dalšími potomky tarpana jsou huculové žijící i na českém území. Používají se hlavně na agroturistiku a patří mezi genové zdroje Česka. U některých zástupců tohoto plemene jsou dodnes zachovány znaky původního tarpana.